# PCD (album)
PCD – debiutancki album grupy The Pussycat Dolls, wydany 13 września 2005 w Stanach Zjednoczonych przez A&M Records. Zadebiutował na 5. pozycji listy Billboard 200, a w Wielkiej Brytanii na 8 miejscu najlepiej sprzedających się płyt. Album w Stanach Zjednoczonych rozszedł się w 2,2 milionach kopii, a na całym świecie jego sprzedaż wyniosła jak dotąd około 7 milionów. Do współpracy przy jego tworzeniu dziewczyny zaangażowały wielu znanych artystów m.in. will.i.am, Snoop Dogg, Timbaland czy Busta Rhymes. Płyta promowana była sześcioma singlami – „Don't Cha”, „Stickwitu”, „Beep”, „Buttons”, „I Don't Need a Man” i „Wait a Minute”. W Niemczech, Austrii i Szwajcarii wydano na singlu piosenkę „Sway”. Album okazał się wielkim sukcesem komercyjnym i był najbardziej oczekiwanym albumem w 2005 roku.

## Lista utworów
1. "Don't Cha" (featuring Busta Rhymes) (Calloway, Ray, Smith)
2. "Beep" (featuring Will.i.am) (Adams, DioGuardi, Lynne)
3. "Wait a Minute" (featuring Timbaland) (Mosley, Hilson)
4. "Stickwitu" (Golde, Livingston, Palmer)
5. "Buttons" (Garrett, Jones, Perry)
6. "I Don't Need A Man" (Brown, Harrison, Scherzinger, DioGuardi)
7. "Hot Stuff (I Want You Back)" (Bellotte, Faltermeyer, Forsey)
8. "How Many Times, How Many Lies" (Warren)
9. "Bite The Dust" (Hilson, Holland)
10. "Right Now" (Mann, Sigman)
11. "Tainted Love/Where Did Our Love Go" (Cobb/Holland-Dozier-Holland)
12. "Feelin' Good" (Newley, Bricusse)
13. "Sway" (International Bonus Track) (Ruiz, Gimbel)
14. "Flirt" (International Bonus Track) (Scherzinger, DioGuardi, Wells)
15. "We Went As Far As We Felt Like Going" (International Bonus Track)
16. "Don't Cha [Live]" (Japan Bonus Track)

## PCD: Tour Edition

### Lista utworów
1. "Sway" – 3:12
2. "Flirt" – 2:56
3. "Stickwitu" (Avant Mix) – 3:18
4. "Buttons" (Final Edit) – 3:52
5. "Don't Cha" (More Booty Mix) – 4:48
6. "Hot Stuff (I Want You Back)" (Remix) – 4:36
7. "He Always Answers" (Ringback Tone) – 0:40
8. "Vibrate off the Table" (Ringtone) – 0:39
9. "Freaky Fun Message" (Voicemail ID) – 0:19
10. "PCD" (Text Alert) – 0:06

## Użycie komercyjne
- Right Now zostało wykorzystane w promowaniu trzeciego sezonu filmu Gotowe na wszystko
- Right Now zostało na nowo nagrane ze zmienionymi słowami by promować NBA
- Bite The Dust użyto w programie informacyjnym na Filipinach
- Don't Cha Remix użyto w promowaniu Australia's Next Top Model
- Don't Cha użyto w zwiastunach filmów Norbit, Wild Hogs i Alvin and the Chipmunks. Wersji cover użyto w reklamie Heineken.
- Hot Stuff (I Want You Back) użyto w promowaniu America's Next Top Model
- I Don't Need A Man użyto w programie "America's Next Top Model" w skeczu przez brytyjskich komediantów French & Saunders.

## Covery
Siedem utworów (łącznie z bonusami) na albumie to covery:
1. "Don't Cha" - Tori Alamaze
2. "Hot Stuff (I Want You Back)" - Donna Summer/Siobhan Fahey
3. "Right Now" - Mel Tormé/The Creatures
4. "Tainted Love/Where Did Our Love Go" - Gloria Jones/The Supremes/Soft Cell
5. "Feeling Good" - Nina Simone
6. "Sway" (Bonus Track) - Dean Martin
7. "We Went as Far as We Felt like Going" (Bonus Track) - Labelle

## Pozycje na listach
| Lista              | Pozycja | Sprzedaż       | Certyfikat |
| ------------------ | ------- | -------------- | ---------- |
| US Billboard 200   | 5       | 2,9 mln        | platyna 3× |
| UK Top 75 Albums   | 7       | 1,2 mln        | platyna 3× |
| Australia Albums   | 8       | 210 tys.       | platyna 3× |
| New Zealand Albums | 1       | 30 tys.        | platyna 2× |
| Polska ZPAV\OLIS   | 13      | 20 tys.+       | platyna    |
| Belgium Albums     | 6       | 25 tys.        | złoto      |
| Portugal           | 12      | 10 tys.        | złoto      |
| Germany Albums     | 6       | 200 tys.       | platyna    |
| World Album Chart  | 7       | 6 mln 713 tys. | platyna 3× |

### World Album Chart
| Pozycja  | 12       | 21       | 31      | 31      | 25      | 26      | 27      | 27      | 27      | 26      | 27      | 21       | 16       | 15             | 19       |
| Sprzedaż | bd.      | bd.      | bd.     | bd.     | bd.     | bd.     | bd.     | bd.     | bd.     | bd.     | bd.     | bd.      | bd.      | 1 mln 632 tys. | 268 tys. |
| Tydzień  | 16       | 17       | 18      | 19      | 20      | 21      | 22      | 23      | 24      | 25      | 26      | 27       | 28       | 29             | 30       |
| Pozycja  | 20       | 30       | 22      | 18      | 22      | 23      | 23      | 25      | 18      | 21      | 23      | 23       | 28       | 32             | 28       |
| Sprzedaż | 111 tys. | 71 tys.  | 63 tys. | 66 tys. | 65 tys. | 71 tys. | 68 tys. | 77 tys. | 79 tys. | 85 tys. | 75 tys. | 73 tys.  | 75 tys.  | 68 tys.        | 64 tys.  |
| Tydzień  | 31       | 32       | 33      | 34      | 35      | 36      | 37      | 38      | 39      | 40      | 41      | 42       | 43       | 44             | 45       |
| Pozycja  | 26       | 22       | 27      | 22      | 25      | 27      | 27      | 17      | 14      | 19      | 13      | 12       | 11       | 10             | 7        |
| Sprzedaż | 77 tys.  | 62 tys.  | 63 tys. | 66 tys. | 68 tys. | 62 tys. | 64 tys. | 72 tys. | 77 tys. | 77 tys. | 82 tys. | 101 tys. | 100 tys. | 116 tys.       | 114 tys. |
| Tydzień  | 46       | 47       | 48      | 49      | 50      | 51      | 52      | 53      | 54      | 55      | 56      | 57       | 58       | 59             | 60       |
| Pozycja  | 11       | 11       | 10      | 9       | 11      | 13      | 9       | 14      | 17      | 17      | 24      | 20       | 22       | 22             |          |
| Sprzedaż | 115 tys. | 107 tys. | 99 tys. | 99 tys. | 95 tys. | 98 tys. | 94 tys. | 85 tys. | 83 tys. | 82 tys. | 79 tys. | 76 tys.  | 72 tys.  | 70 tys.        |          |

### UK Top 75 Albums
| PCD - UK Top 75 Albums | PCD - UK Top 75 Albums | PCD - UK Top 75 Albums | PCD - UK Top 75 Albums | PCD - UK Top 75 Albums | PCD - UK Top 75 Albums | PCD - UK Top 75 Albums | PCD - UK Top 75 Albums | PCD - UK Top 75 Albums | PCD - UK Top 75 Albums | PCD - UK Top 75 Albums | PCD - UK Top 75 Albums | PCD - UK Top 75 Albums | PCD - UK Top 75 Albums | PCD - UK Top 75 Albums | PCD - UK Top 75 Albums | PCD - UK Top 75 Albums | PCD - UK Top 75 Albums | PCD - UK Top 75 Albums | PCD - UK Top 75 Albums | PCD - UK Top 75 Albums | PCD - UK Top 75 Albums | PCD - UK Top 75 Albums | PCD - UK Top 75 Albums | PCD - UK Top 75 Albums | PCD - UK Top 75 Albums | PCD - UK Top 75 Albums | PCD - UK Top 75 Albums | PCD - UK Top 75 Albums | PCD - UK Top 75 Albums | PCD - UK Top 75 Albums |
| ---------------------- | ---------------------- | ---------------------- | ---------------------- | ---------------------- | ---------------------- | ---------------------- | ---------------------- | ---------------------- | ---------------------- | ---------------------- | ---------------------- | ---------------------- | ---------------------- | ---------------------- | ---------------------- | ---------------------- | ---------------------- | ---------------------- | ---------------------- | ---------------------- | ---------------------- | ---------------------- | ---------------------- | ---------------------- | ---------------------- | ---------------------- | ---------------------- | ---------------------- | ---------------------- | ---------------------- |
| Tydzień                | 01                     | 02                     | 03                     | 04                     | 05                     | 06                     | 07                     | 08                     | 09                     | 10                     | 11                     | 12                     | 13                     | 14                     | 15                     | 16                     | 17                     | 18                     | 19                     | 20                     | 21                     | 22                     | 23                     | 24                     | 25                     | 26                     | 27                     | 28                     | 29                     | 30                     |
| Pozycja                | 8                      | 15                     | 21                     | 24                     | 27                     | 36                     | 30                     | 32                     | 34                     | 30                     | 28                     | 13                     | 10                     | 11                     | 12                     | 10                     | 14                     | 19                     | 16                     | 25                     | 21                     | 24                     | 22                     | 15                     | 16                     | 15                     | 20                     | 28                     | 27                     | 32                     |
| Tydzień                | 31                     | 32                     | 33                     | 34                     | 35                     | 36                     | 37                     | 38                     | 39                     | 40                     | 41                     | 42                     | 43                     | 44                     | 45                     | 46                     | 47                     | 48                     | 49                     | 50                     | 51                     | 52                     | 53                     | 54                     | 55                     | 56                     | 57                     | 58                     | 59                     | 60                     |
| Pozycja                | 29                     | 35                     | 46                     | 48                     | 58                     | 62                     | 61                     | 43                     | 36                     | 39                     | 23                     | 7                      | 10                     | 11                     | 13                     | 18                     | 25                     | 26                     | 31                     | 36                     | 38                     | 41                     | 38                     | 21                     | 18                     |                        |                        |                        |                        |                        |

### German Album Chart
| PCD - German Album Chart | PCD - German Album Chart | PCD - German Album Chart | PCD - German Album Chart | PCD - German Album Chart | PCD - German Album Chart | PCD - German Album Chart | PCD - German Album Chart | PCD - German Album Chart | PCD - German Album Chart | PCD - German Album Chart | PCD - German Album Chart | PCD - German Album Chart | PCD - German Album Chart | PCD - German Album Chart | PCD - German Album Chart | PCD - German Album Chart | PCD - German Album Chart | PCD - German Album Chart | PCD - German Album Chart | PCD - German Album Chart | PCD - German Album Chart | PCD - German Album Chart | PCD - German Album Chart | PCD - German Album Chart | PCD - German Album Chart | PCD - German Album Chart | PCD - German Album Chart | PCD - German Album Chart | PCD - German Album Chart | PCD - German Album Chart |
| ------------------------ | ------------------------ | ------------------------ | ------------------------ | ------------------------ | ------------------------ | ------------------------ | ------------------------ | ------------------------ | ------------------------ | ------------------------ | ------------------------ | ------------------------ | ------------------------ | ------------------------ | ------------------------ | ------------------------ | ------------------------ | ------------------------ | ------------------------ | ------------------------ | ------------------------ | ------------------------ | ------------------------ | ------------------------ | ------------------------ | ------------------------ | ------------------------ | ------------------------ | ------------------------ | ------------------------ |
| Tydzień                  | 01                       | 02                       | 03                       | 04                       | 05                       | 06                       | 07                       | 08                       | 09                       | 10                       | 11                       | 12                       | 13                       | 14                       | 15                       | 16                       | 17                       | 18                       | 19                       | 20                       | 21                       | 22                       | 23                       | 24                       | 25                       | 26                       | 27                       | 28                       | 29                       | 30                       |
| Pozycja                  | 12                       | 12                       | 16                       | 26                       | 32                       | 38                       | 35                       | 35                       | 38                       | 46                       | 50                       | 54                       | 42                       | 37                       | 48                       | 29                       | 29                       | 36                       | 22                       | 34                       | 42                       | 52                       | 73                       | 74                       | 66                       | 64                       | 64                       | 54                       | 37                       | 30                       |
| Tydzień                  | 31                       | 32                       | 33                       | 34                       | 35                       | 36                       | 37                       | 38                       | 39                       | 40                       | 41                       | 42                       | 43                       | 44                       | 45                       | 46                       | 47                       | 48                       | 49                       | 50                       | 51                       | 52                       | 53                       | 54                       | 55                       | 56                       | 57                       | 58                       | 59                       | 60                       |
| Pozycja                  | 32                       | 36                       | 43                       | 57                       | 59                       | 62                       | 68                       | 54                       | 39                       | 6                        | 6                        | 7                        | 10                       | 9                        | 9                        | 15                       | 15                       | 24                       |                          |                          |                          |                          |                          |                          |                          |                          |                          |                          |                          |                          |

### U.S. Billboard 200
| PCD - U.S. Billboard 200 | PCD - U.S. Billboard 200 | PCD - U.S. Billboard 200 | PCD - U.S. Billboard 200 | PCD - U.S. Billboard 200 | PCD - U.S. Billboard 200 | PCD - U.S. Billboard 200 | PCD - U.S. Billboard 200 | PCD - U.S. Billboard 200 | PCD - U.S. Billboard 200 | PCD - U.S. Billboard 200 | PCD - U.S. Billboard 200 | PCD - U.S. Billboard 200 | PCD - U.S. Billboard 200 | PCD - U.S. Billboard 200 | PCD - U.S. Billboard 200 | PCD - U.S. Billboard 200 | PCD - U.S. Billboard 200 | PCD - U.S. Billboard 200 | PCD - U.S. Billboard 200 | PCD - U.S. Billboard 200 | PCD - U.S. Billboard 200 | PCD - U.S. Billboard 200 | PCD - U.S. Billboard 200 | PCD - U.S. Billboard 200 | PCD - U.S. Billboard 200 | PCD - U.S. Billboard 200 | PCD - U.S. Billboard 200 | PCD - U.S. Billboard 200 | PCD - U.S. Billboard 200 | PCD - U.S. Billboard 200 |
| ------------------------ | ------------------------ | ------------------------ | ------------------------ | ------------------------ | ------------------------ | ------------------------ | ------------------------ | ------------------------ | ------------------------ | ------------------------ | ------------------------ | ------------------------ | ------------------------ | ------------------------ | ------------------------ | ------------------------ | ------------------------ | ------------------------ | ------------------------ | ------------------------ | ------------------------ | ------------------------ | ------------------------ | ------------------------ | ------------------------ | ------------------------ | ------------------------ | ------------------------ | ------------------------ | ------------------------ |
| Tydzień                  | 01                       | 02                       | 03                       | 04                       | 05                       | 06                       | 07                       | 08                       | 09                       | 10                       | 11                       | 12                       | 13                       | 14                       | 15                       | 16                       | 17                       | 18                       | 19                       | 20                       | 21                       | 22                       | 23                       | 24                       | 25                       | 26                       | 27                       | 28                       | 29                       | 30                       |
| Pozycja                  | 5                        | 15                       | 23                       | 36                       | 26                       | 28                       | 26                       | 24                       | 21                       | 28                       | 36                       | 34                       | 27                       | 32                       | 26                       | 18                       | 20                       | 15                       | 15                       | 22                       | 25                       | 35                       | 27                       | 25                       | 19                       | 28                       | 23                       | 28                       | 30                       | 35                       |
| Tydzień                  | 31                       | 32                       | 33                       | 34                       | 35                       | 36                       | 37                       | 38                       | 39                       | 40                       | 41                       | 42                       | 43                       | 44                       | 45                       | 46                       | 47                       | 48                       | 49                       | 50                       | 51                       | 52                       | 53                       | 54                       | 55                       | 56                       | 57                       | 58                       | 59                       | 60                       |
| Pozycja                  | 22                       | 21                       | 30                       | 30                       | 37                       | 32                       | 30                       | 21                       | 23                       | 28                       | 23                       | 19                       | 18                       | 13                       | 10                       | 9                        | 13                       | 14                       | 15                       | 21                       | 16                       | 17                       | 23                       | 33                       | 39                       | 47                       | 50                       | 53                       |                          |                          |